# Cheiracanthium himalayense
Cheiracanthium himalayense es una especie de araña del género Cheiracanthium, familia Cheiracanthiidae, suborden Araneomorphae. Fue descrita científicamente por Gravely en 1931.

## Distribución
Se distribuye por India.